# 안티 아르네
안티 아마투스 아르네(Antti Amatus Aarne, 1867년 12월 5일 ~ 1925년 2월 2일)는 핀란드의 민속학자였다.

## 배경
아르네는 민속학자 율리우스 크론의 아들인 카알레 크론의 제자였다. 비교 민속학의 역사-지리적 방법을 더욱 발전시켰고, 1910년에 처음 출판되고 1927년과 1961년에 스티스 톰프슨에 의해 확장된 아르네-톰프슨 분류 체계의 초기 버전을 개발하여 민담을 분류했다.
1925년 2월 초, 아르네는 헬싱키에서 사망했는데, 1911년부터 대학교에서 강사로, 1922년부터는 특임 교수로 재직했었다.